# 140 West 57th Street
140 West 57th Street, también conocido como The Beaufort, es un edificio de oficinas en la Calle 57 entre la Sexta Avenida y la Séptima Avenida en Midtown Manhattan de Nueva York (Estados Unidos). Fue construido entre 1907 y 1909 y diseñado por Pollard y Steinam, quienes también diseñaron simultáneamente el edificio vecino, casi idéntico, en 130 West 57th Street. Los edificios se encuentran entre varios en Manhattan que se construyeron a principios del siglo XX como estudio y residencias para artistas.
140 West 57th Street tiene quince pisos de altura, con catorce pisos que dan a 57th Street, así como un ático. Los dos pisos más bajos de la fachada principal a lo largo de la calle 57 están revestidos de piedra caliza, mientras que los pisos superiores están revestidos de ladrillo. La fachada contiene tramos anchos y estrechas con ventanas de estudio con marcos de metal, algunas de las cuales son de doble altura. A lo largo de la calle 57, hay cornisas sobre el segundo piso. Había estudios de doble altura en el lado de la calle 57 y residencias más pequeñas en la parte trasera del edificio.
140 West 57th Street se desarrolló en un terreno propiedad del artista Robert Vonnoh.Hall Building Aunque se comercializaba como estudios de artistas, 140 West 57th Street también albergaba abogados, corredores de bolsa, maestros y otros profesionales. El edificio se convirtió en una estructura de apartamentos de alquiler en 1944, y posteriormente se convirtió en un edificio de oficinas a finales del siglo XX. 140 West 57th Street fue designado un hito de la ciudad por la Comisión de Preservación de Monumentos de la Ciudad de Nueva York en 1999.

## Sitio
140 West 57th Street está en el lado sur de 57th Street entre Sixth Avenue y Seventh Avenue, dos cuadras al sur de Central Park en el vecindario Midtown Manhattan de la ciudad de Nueva York.Hall Building Según el Departamento de Planificación Urbana de la ciudad de Nueva York, el lote mide 24,4 m de ancho a lo largo de la calle 57 y tiene 30,5 m de profundidad. El edificio colinda con la Metropolitan Tower al oeste y 130 West 57th Street al este. Otros edificios cercanos incluyen el Russian Tea Room, Carnegie Hall Tower y Carnegie Hall al oeste; la Escuela Normal de Danza Louis H. Chalif y One57 al noroeste; la Iglesia Bautista Calvary al norte; 111 West 57th Street hacia el noreste; y el hotel Parker New York al este.
130 y 140 West 57th Street son parte de un centro artístico que se desarrolló alrededor de las dos cuadras de West 57th Street desde la Sexta Avenida al oeste hasta Broadway durante finales del siglo XIX y principios del XX, luego de la apertura del cercano Carnegie Hall en 1891. Varios edificios de la zona se construyeron como residencias para artistas y músicos, como 130 y 140 West 57th Street, Rodin Studios y Osborne Apartments, así como los demolidos Sherwood Studios y Rembrandt. Además, el área contenía la sede de organizaciones como la Sociedad Estadounidense de Bellas Artes, el Lotos Club y la Sociedad Estadounidense de Ingenieros Civiles.Hall Building Los sitios ocupados por 130 y 140 West 57th Street fueron ocupados históricamente por casas adosadas de piedra rojiza a finales del siglo XIX.

## Diseño
140 West 57th Street fue diseñado por Pollard y Steinam, quienes también diseñaron los estudios vecinos en 130 West 57th Street. Ambas estructuras se construyeron simultáneamente y fueron diseñadas de manera casi idéntica a los apartamentos tipo estudio para artistas. 140 West 57th Street mide 150 pies (45,7 m) alto; la parte delantera a lo largo de la calle 57 contiene 14 pisos, mientras que la parte trasera contiene 12 pisos. El edificio también se ha conocido históricamente como The Beaufort. Es uno de los pocos edificios de estudios de artistas que quedan en la ciudad de Nueva York con distintos espacios de vida y trabajo para los artistas.

### Fachada
La fachada principal que da a la calle 57 consta de cinco tramos verticales, que contienen ventanas de metal y están separados por pilares de ladrillo. Los tramos más occidental, central y oriental son más anchas y se alternan con dos tramos anchos más estrechos. La fachada trasera está realizada en ladrillo.
La base está compuesta por el primer y segundo piso. En la base, el tramo central contiene un pabellón de entrada ligeramente saliente revestido con bloques de piedra caliza rusticados y vermiculados. Dentro de este pabellón de entrada hay un arco con dovelas que flanquean una voluta sobre la parte superior del arco, y una puerta doble flanqueada por un par de pilastras planas. El resto de la base contiene escaparates o entradas a tiendas en el primer piso. El segundo piso contiene ventanas rectangulares de varias secciones en los tramos anchos y pares de ventanas de guillotina en los tramos estrechos. Encima del segundo piso hay una cornisa de terracota saliente, que contiene un friso con círculos y triglifos alternos, así como un patrón de mutules que se alternan con rosetas o rombos en la parte inferior de la cornisa.

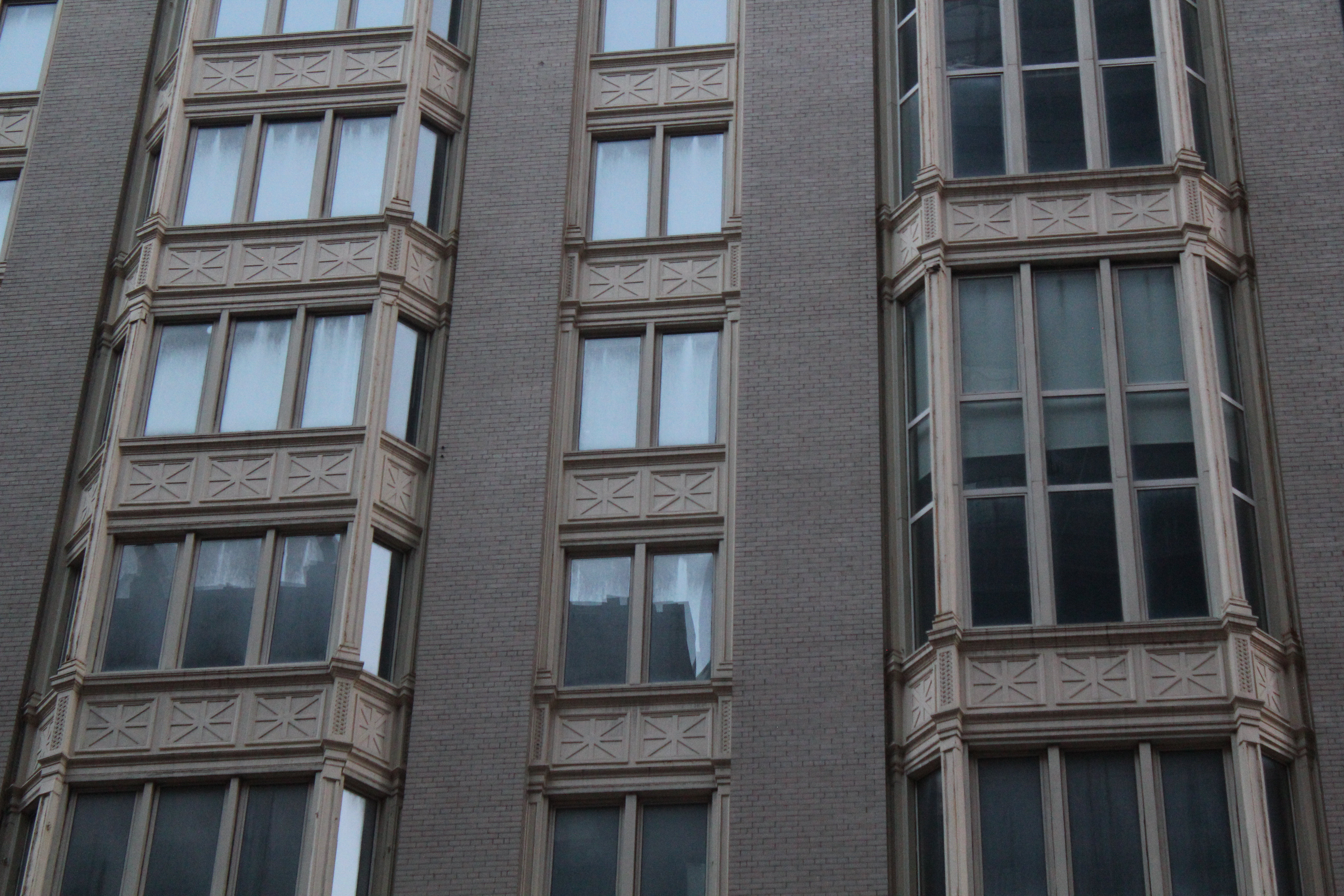
Cerca de la fachada, mostrando los tres tramos occidentales

Los doce pisos superiores tienen un diseño similar entre sí y contienen varios tipos de ventanas. Las ventanas en los tramos anchos más exteriores, y en los pisos tercero al décimo del tramo central, sobresalen ligeramente de la fachada y contienen marcos trapezoidales. Los tramos más exteriores contienen ventanas de doble altura. Estas ventanas de doble altura fueron diseñadas para maximizar la exposición al sol. Las ventanas de los tramos estrechos y de los pisos undécimo a decimocuarto del tramo central no sobresalen. En todos los tramos, hay enjutas geométricas pintadas de blanco entre las ventanas de cada piso, y las ventanas tienen parteluces blancos. El diseño original contenía una cornisa de metal sobre el decimocuarto piso, que coincidía con la de 130 West 57th Street, pero la cornisa se eliminó en algún momento del siglo XX.

### Interior
El edificio fue diseñado con 36 estudios. Su ubicación en el lado sur de la calle 57, una calle principal que era más ancha que las calles paralelas, aseguraba que los interiores estuvieran bien iluminados por la luz del sol del norte, en beneficio de los artistas que trabajaban allí. Los interiores contenían estudios de doble altura, caracterizados por la revista House Beautiful como "un espléndido telón de fondo para tapices o pinturas". Los estudios de doble altura estaban detrás de los amplios espacios que daban a la calle 57, y cada uno tenía una sala de estar, una cocina, cuatro dormitorios y cuartos de servicio. Detrás de los tramos estrechos había salas de estudio, algunas de las cuales podrían usarse como apartamentos separados. Había apartamentos más pequeños en la parte trasera, que contenían dos dormitorios y una pequeña cocina. El edificio tenía ascensores separados para pasajeros y carga, así como comodidades para los residentes, como una instalación de limpieza por aspiración, una lavandería, una rampa de correo, montaplatos y servicio telefónico en cada residencia.
140 West 57th Street se modificó en 1998 y se reclasificó como un edificio de oficinas de mediana altura con unidades comerciales. Según el Departamento de Planificación Urbana, el edificio tiene una superficie bruta de 8400 m² y tiene una sola unidad. Los planes de renovación publicados en 2020 indican que el edificio se convertirá en unidades comerciales, con dos por piso.

## Historia
La vivienda cooperativa de apartamentos en la ciudad de Nueva York se hizo popular a fines del siglo XIX debido a las condiciones de vivienda superpobladas en las densas áreas urbanas de la ciudad. Cuando se construyó 140 West 57th Street, había algunas cooperativas en la ciudad que atendían específicamente a los artistas, incluidos Bryant Park Studios y Carnegie Studios, pero casi siempre estaban completamente ocupadas y no proporcionaban el espacio adecuado para los artistas a ambos. vivir y trabajar. Los 67th Street Studios, construidos entre 1901 y 1903 en 23-29 West 67th Street cerca de Central Park, fueron las primeras cooperativas de artistas en la ciudad que también fueron diseñadas específicamente para proporcionar áreas de trabajo y de vivienda dúplex para artistas. El éxito de 67th Street Studios impulsó el desarrollo de estudios de otros artistas en esa área.

### Estudios de artistas

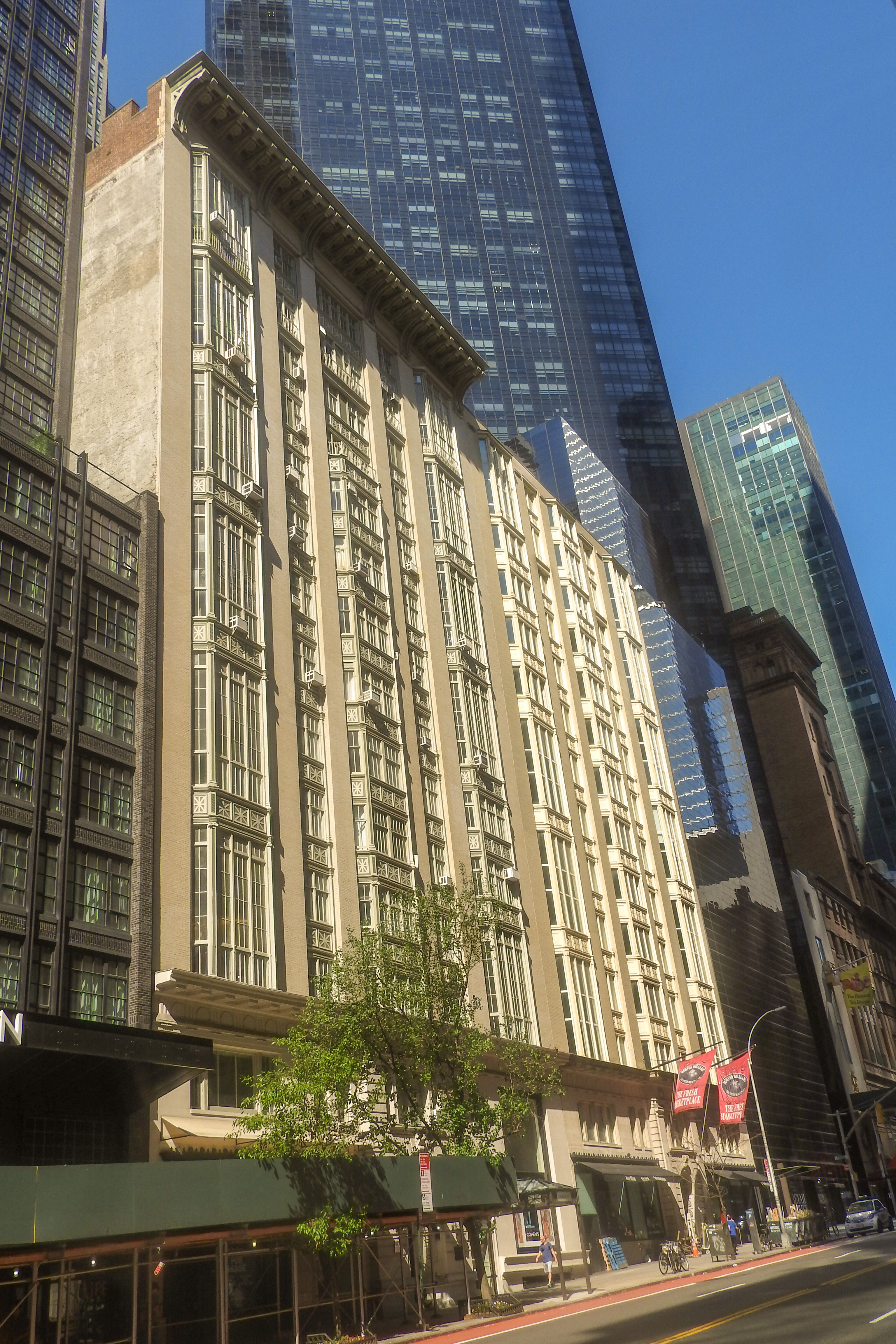
130 West 57th Street (izquierda) y 140 West 57th Street (derecha), con la Metropolitan Tower visible en el extremo derecho

Robert Vonnoh, un artista que reside en uno de los 67th Street Studios, compró cuatro casas adosadas de piedra rojiza en 134-142 West 57th Street a mediados de 1907. La propiedad de las casas de piedra rojiza se transfirió a 136 West 57th Street Corporation en agosto. La corporación estaba dirigida por el presidente Walter G. Merritt y el secretario Payson McL. Merrill. Pollard y Steinam fueron contratados para diseñar un edificio de apartamentos de 500 000 dólares en el sitio, con siete pisos de doble altura en el frente y doce pisos de una sola altura en la parte trasera. Los arquitectos también habían sido contratados para el desarrollo adyacente casi idéntico en 130 West 57th Street, desarrollado por las mismas personas. Los permisos de construcción para 140 West 57th Street se presentaron ante el Departamento de Edificios en diciembre de 1907. El contrato de construcción fue otorgado a William J. Taylor, y financiado con un préstamo de 475 000 dólares de Metropolitan Life Insurance Company . El edificio se completó en enero de 1909.
Aunque se comercializaba como estudios de artistas, 140 West 57th Street también albergaba abogados, corredores de bolsa, maestros y otros profesionales. Los inquilinos incluían al cantante de ópera Beniamino Gigli, así como al escultor y falsificador Ernest Durig . El edificio originalmente tenía una escalera de entrada, pero fue removida en 1922 como parte de un proyecto para ensanchar West 57th Street. En algún momento durante el siglo XX, se eliminó la cornisa original y se instalaron las fachadas de las tiendas de la planta baja.

### Uso posterior
El edificio se convirtió en un apartamento de alquiler en 1944. La Dry Dock Savings Institution vendió el edificio a un sindicato de inversiones por 335 000 dólares en efectivo en enero de 1945. El edificio fue revendido a Parkbridge Corporation a fines de abril de 1945 y nuevamente vendido en una semana. En ese momento, 140 West 57th Street tenía 68 unidades residenciales y dos tiendas.
Cuando Macklowe Properties compró 140 West 57th Street en 1981, el edificio todavía contenía unidades residenciales. Harry Macklowe, el director de Macklowe Properties, transfirió algunos de los derechos aéreos sobre 140 West 57th Street a la parcela adyacente al oeste en 1984. Esto permitió que la Torre Metropolitana, que se estaba construyendo en ese terreno, se erigiera a una altura mayor de la que normalmente se permitiría según los códigos de zonificación. Macklowe también planeó remodelar 140 West 57th Street con una fachada de vidrio. Planet Hollywood abrió una ubicación en la base del edificio en 1991, y el Motown Cafe y la Merch Shop de Planet Hollywood ocuparon los escaparates de las tiendas en 130 y 140 West 57th Street. Macklowe deseaba convertir el edificio en espacio para oficinas y, entre 1995 y 1998, compró a los últimos residentes. La Comisión de Preservación de Monumentos de la Ciudad de Nueva York (LPC) designó 130 West 57th Street como un hito oficial de la ciudad el 19 de octubre de 1999.
El Planet Hollywood en la base del edificio había cerrado a fines de 2000, cuando el restaurante se mudó a Times Square . A principios del siglo XXI, los inquilinos de las oficinas incluían un grupo de consultores, un revendedor de violines, una empresa especializada en atletas de triatlón y una sala de exposición de joyas. Para 2008, Macklowe estaba endeudado y puso a la venta 140 West 57th Street; La Organización Feil compró 140 West 57th Street el próximo año por $ 59 millones. En 2015, Feil contrató a Goldstein Hill & West para realizar un estudio sobre la viabilidad de convertir el edificio de nuevo a uso residencial, y los arquitectos encontraron que el edificio podría expandirse en aproximadamente 1000 m². Feil dejó de renovar los arrendamientos para los planos de oficinas de 140 West 57th Street a principios de 2016, y Goldstein Hill & West presentó planes en noviembre para convertir el edificio en 34 condominios residenciales. Después de que Feil descubrió que la transferencia de los derechos aéreos en 1984 impidió la expansión del edificio, la compañía demandó a Goldstein Hill & West. MdeAs Architects presentó planes revisados al LPC en julio de 2020, lo que implicó modificar la fachada, reinstalar la cornisa, expandir el piso 13 en la parte trasera y convertir el interior en una estructura comercial.